# Нагоя
Наго́я (яп. 名古屋市 Нагоя-си, букв. «именной (фамильный) старый дом») — город, определённый указом правительства, четвёртый по количеству населения город в Японии. Один из крупнейших портов Японии и административный центр префектуры Айти. Ядро экономического района Токай. Грузооборот порта 110 млн т в год. В 2005 году Нагоя принимала Всемирную выставку Экспо. Площадь города составляет 326,43 км², население — 2 275 171 человек (1 июня 2014), плотность населения — 6969,86 чел./км².

## Общие сведения
Нагоя — 4-й по количеству населения город в Японии после Токио, Йокогамы и Осаки. Из-за своего промежуточного положения между древней японской столицей Киото на западе и современной столицей Токио на востоке, её иногда называют Тюкё (яп. 中京 тю:кё:, «срединная столица»).
Нагоя является важным торгово-промышленным центром страны и региона Тюбу, где пересекаются важные транспортные пути Западной и Восточной Японии.
С XVII века город выполнял роль центра исторической провинции Овари и был главной резиденцией боковой ветви самурайского рода Токугава, родственников японских сёгунов .

## Символы города
Эмблема Нагои — иероглиф 八 («восемь»), заключенный в круг. Это древний символ боковой ветви рода Токугава из провинции Овари, средневековых властителей города. В японской культуре число 8 олицетворяет бесконечность, поэтому эмблема символизирует бесконечное развитие и процветание Нагои. Эмблема была утверждена в октябре 1907 года.
|            |
| Флаг Нагои |

Флаг Нагои — полотнище белого цвета, стороны которого соотносятся как 3:2. В центре полотнища размещена эмблема города красного цвета .
|       |                  |
| Лилия | Камфорное дерево |

Символ-цветок Нагои — лилия. Она была выбрана в 1950 году среди сотни цветков-кандидатов путём масштабного опроса жителей города.
Камфорное дерево является деревом-символом Нагои. Оно растет во многих местах мегаполиса и является обязательным спутником японских святынь, в частности святилища Ацута. Камфорное дерево было утверждено городским символом в 1972 году путём референдума.

## География

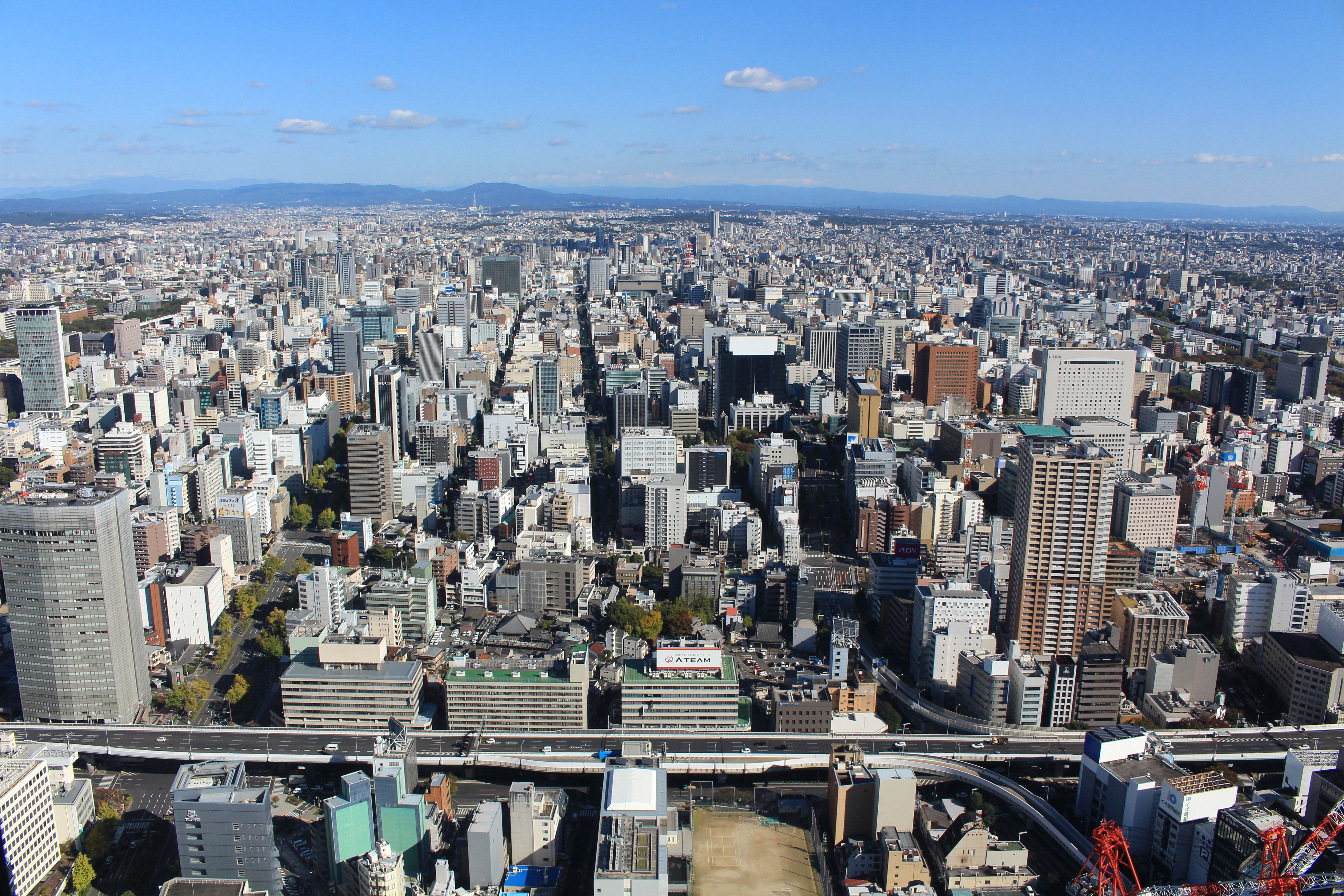
Панорама Нагои с высоты небоскрёба «Мидленд сквер»

Нагоя расположена в центральной части острова Хонсю, на равнине Мино в провинции Овари. Юг города омывается водами залива Исе. Площадь Нагои составляет 326,43 км².
В Нагое протекают две большие реки, направленные на юг: Сёнай с севера и Тэмпаку с востока. Обе впадают в залив Исэ. Также по центру города, с севера на юг, несутся воды канала Хорикава, выкопанного в начале XVII века, во времена строительства Нагойского замка.

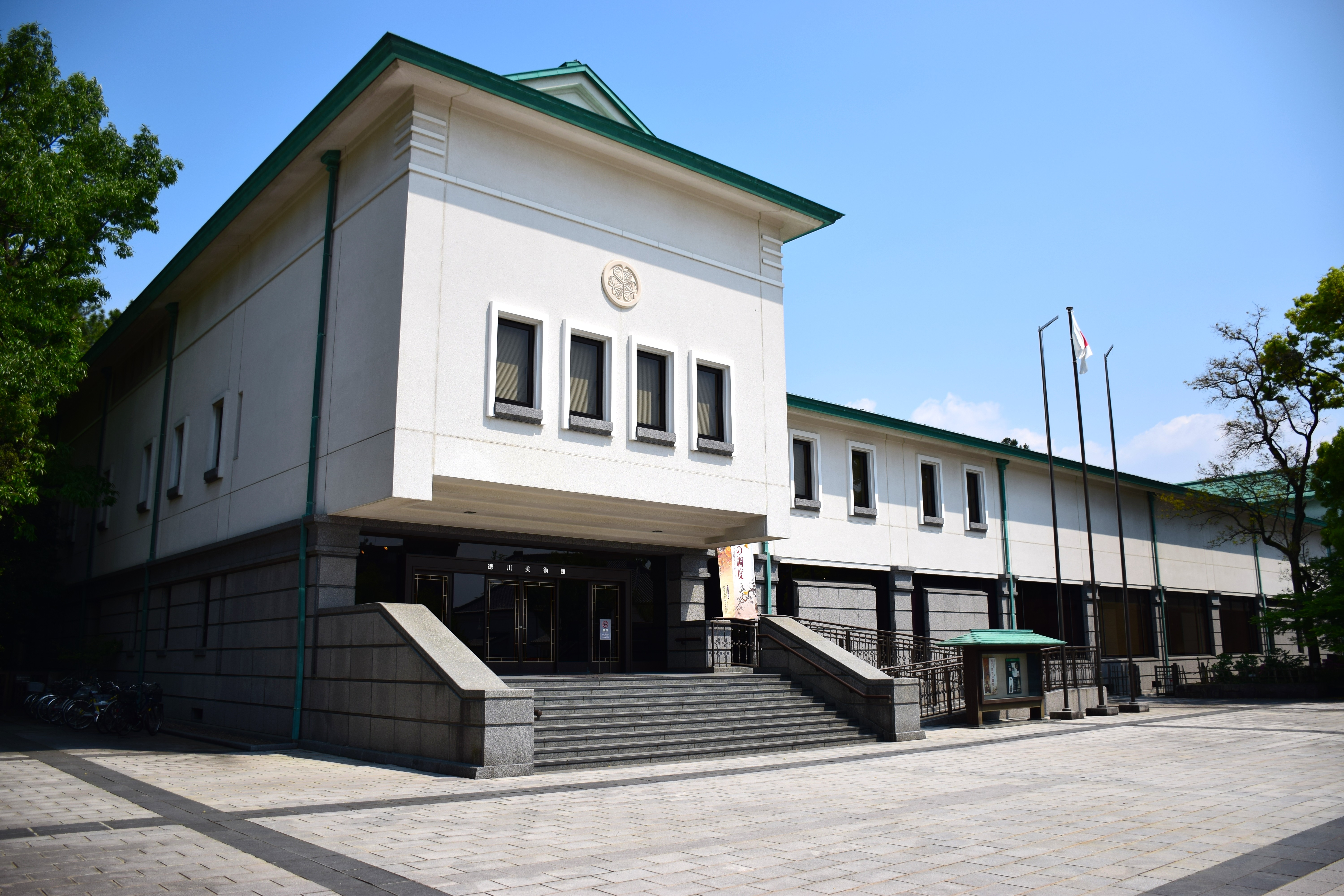
Музей искусств Токугава

Рельеф Нагои условно делится на три зоны: восточные холмы, центральное плато и аллювиальные равнины пойм рек Нахара, Кисо и Яхаги на севере, западе и юге города.
В восточную зону входят городские районы Морияма, Тикуса, Мэйта, Тэмпаку и Мидори. Её высшей точкой является гора Тогокусан (198,3 м), расположенная на северо-востоке. Для этой зоны характерны холмы, высотой 50—100 м над уровнем моря, которые соединены с горами Микава. В этой местности в V—XIII веках добывали качественную глину, образованную выветриванием горы Санага, и изготовляли первосортную японскую керамику. С 20 века восточные районы города были превращены в жилищно-образовательные массивы.

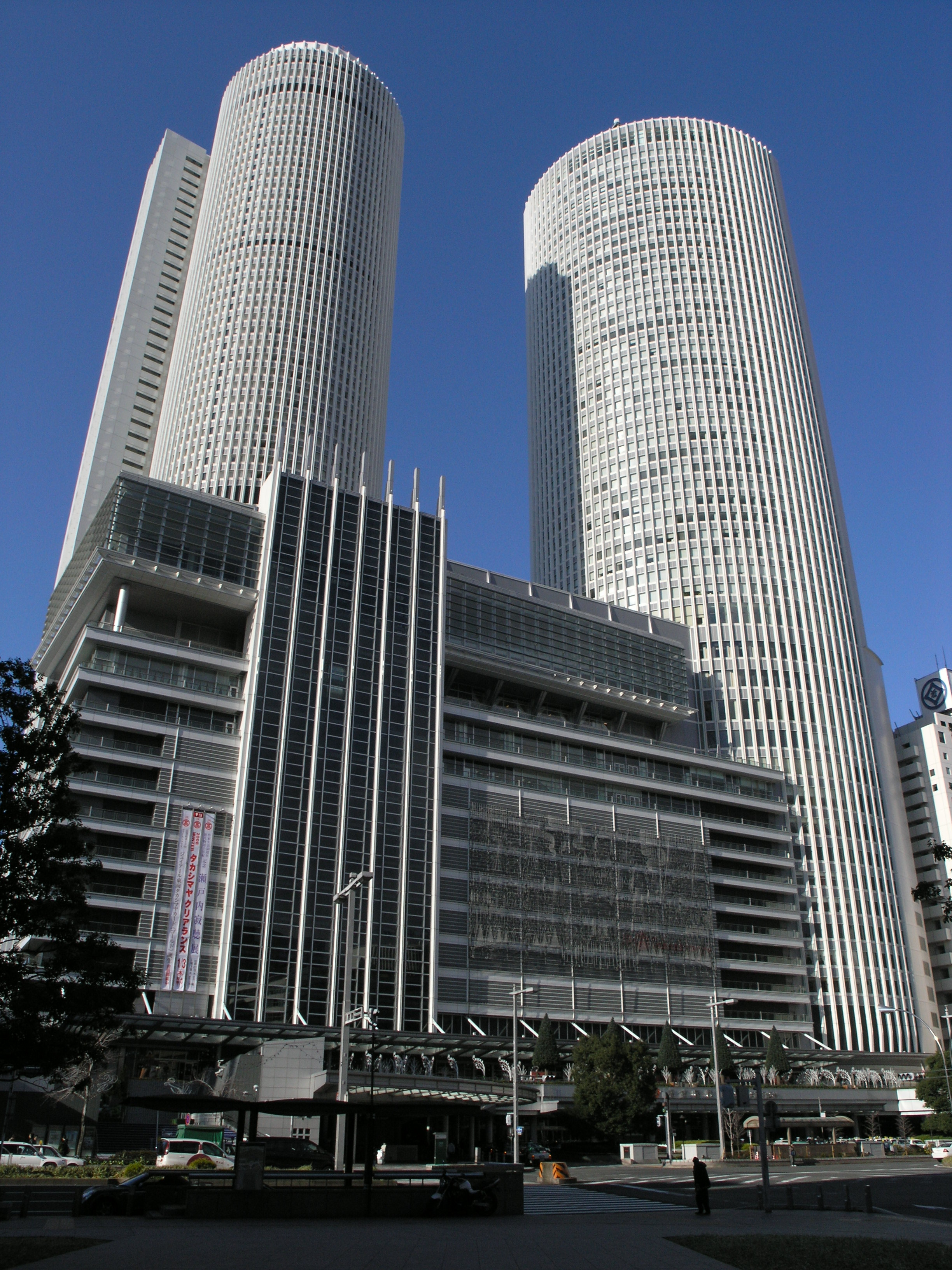
Станция Нагоя

Центральная зона состоит из городских районов Нака, Хигаси, Сева и Мидзухо, а также части районов Минами и Ацута. Высота плато, на котором она расположена, составляет 10—15 м над уровнем моря и плавно снижается с севера на юг. Это плато разделяется на меньшие плато — Нагоя, Ацута и Мидзухо — благодаря долинам, образованным реками Ямадзаки, Сёдзин и другими, протекающими по его территории. На нём также существуют малые долины, образованные эрозией самого плато. Эта местность была заселена ещё с палеолита, а в IV—VIII веках выходила южной стороной к лагуне Аютия, которая упоминается в антологии древней японской поэзии «Манъёсю» . До XVIII века в южном районе Ацута существовали порты, но впоследствии прибрежные зоны были рекультивированы, и плато потеряло выход к морю. С XX века центральная зона используется под жилые и коммерческие районы.
Зона севера, запада и юга Нагои включает городские районы Кита, Ниси, Накамура, Накагава и Минато а также части районов Минами и Ацута. Эти местности образовались вследствие накопления аллювия в долинах рек и их устьях. Самая низкая точка этой зоны равна 1,73 м ниже уровня моря. Береговая линия южных и западных районов сложилась благодаря изменениям климата, снижению уровня моря и рекультивационным работам. Хотя зона испытывает сильный ущерб от тайфунов и наводнений, она удобна для ирригации и выращивание риса. Поэтому в древнюю и средневековую эпоху здесь существовали имения с названиями Адзики-сэ («имение дешевой пищи») и Томита-сэ («имение богатых полей»). Со 2-й половины XX века данная зона используется под жилые массивы и промышленные предприятия. Здесь размещен городской порт.
Климат Нагои считается умеренным, но летом средняя влажность составляет более 70 %, что делает город душным, а зимой с северо-запада дует сильный холодный ветер, превращая префектурный центр на одно из самых холодных мест региона. В 2006 году средняя температура воздуха была зафиксирована на отметке 15,9 °C, самая высокая — 37,5 °C, самая низкая — −3,7 °C.
| Показатель                    | Янв. | Фев. | Март | Апр. | Май  | Июнь | Июль | Авг. | Сен. | Окт. | Нояб. | Дек. | Год  |
| ----------------------------- | ---- | ---- | ---- | ---- | ---- | ---- | ---- | ---- | ---- | ---- | ----- | ---- | ---- |
| Абсолютный максимум, °C       | 21,0 | 22,6 | 25,0 | 30,3 | 34,8 | 35,8 | 38,5 | 39,8 | 38,0 | 32,7 | 25,5  | 21,3 | 39,8 |
| Средний суточный максимум, °C | 9,0  | 10,1 | 13,8 | 19,9 | 24,1 | 27,2 | 30,9 | 32,8 | 28,7 | 22,8 | 17,0  | 11,6 | 20,7 |
| Средняя температура, °C       | 4,5  | 5,2  | 8,7  | 14,4 | 18,9 | 22,7 | 26,4 | 27,8 | 24,1 | 18,1 | 12,2  | 7,0  | 15,8 |
| Средний суточный минимум, °C  | 0,6  | 0,9  | 3,9  | 9,4  | 14,4 | 19,0 | 23,0 | 24,3 | 20,5 | 14,0 | 7,9   | 2,9  | 11,7 |
| Абсолютный минимум, °C        | −7   | −6,2 | −4,6 | −0,6 | 4,6  | 9,3  | 14,4 | 14,4 | 9,9  | 4,1  | −1,2  | −6   | −7   |
| Норма осадков, мм             | 49   | 66   | 122  | 122  | 157  | 197  | 206  | 127  | 235  | 130  | 83    | 46   | 1540 |
| Источник: «Погода и Климат»   |      |      |      |      |      |      |      |      |      |      |       |      |      |

Нагоя находится на пути тайфунов, проходящих Японский архипелаг. Однако с 1980-х годов их частота уменьшилась. Самый разрушительный тайфун пронесся над городом 26 сентября 1959 года, в результате чего погибло 1851 человек.

## История

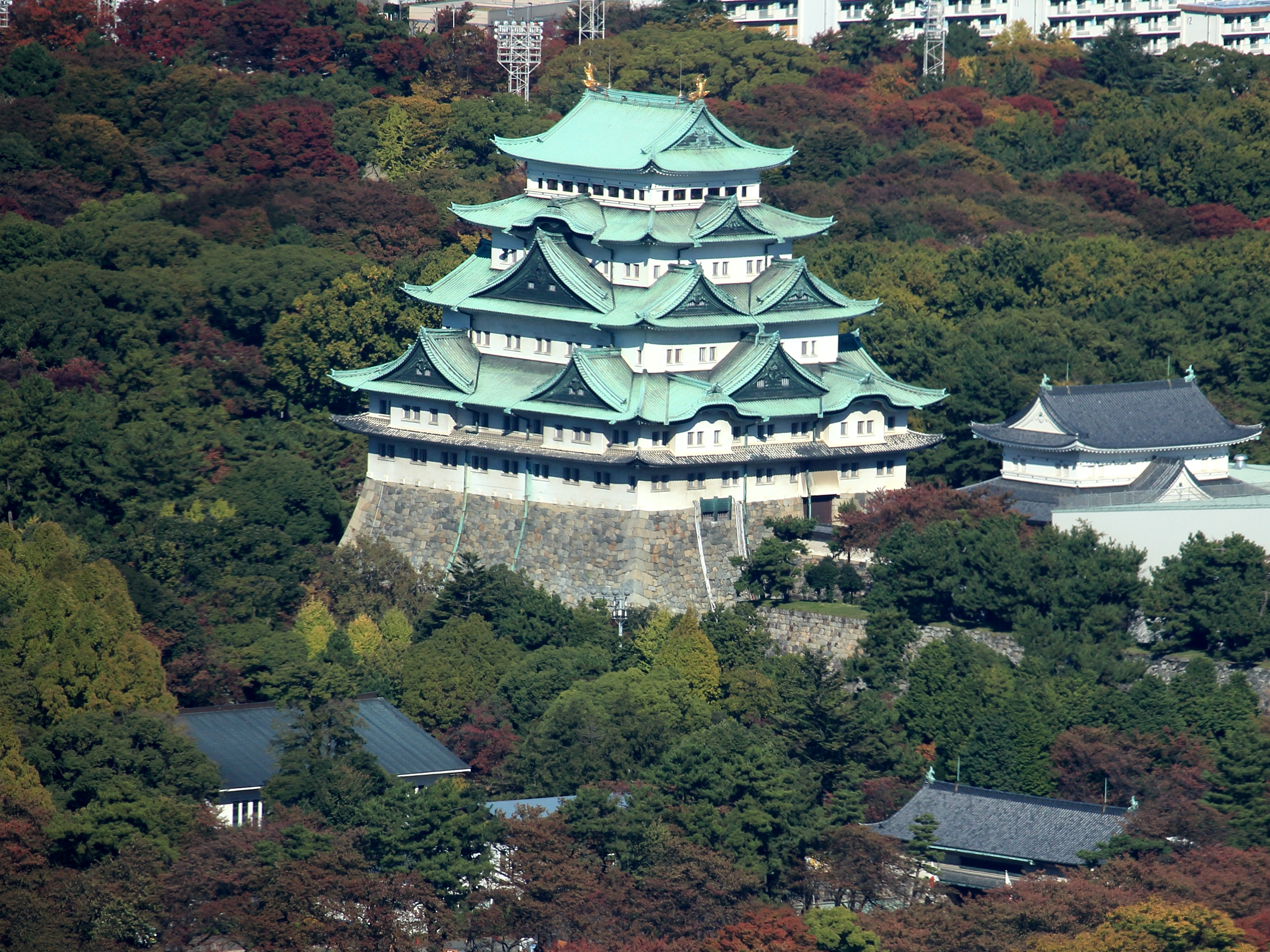
Замок Нагоя с высоты птичьего полёта.

Поселения на территории современной Нагои существовали со времен палеолита. Уже в начале первого тысячелетия эти районы были относительно густонаселенными. К XVII веку регион современного города состоял из нескольких населённых пунктов, крупнейшим из которых был городок Ацута. Он возник при одноименном синтоистском святилище, вторым по величине после императорской святыни в Исэ. На западе от этого поселения находился порт Кувана — важный транспортный пункт на пути из тогдашней японской столицы Киото в восточные провинции страны.
В 1610 году сёгун и объединитель Японии Токугава Иэясу начал капитальное строительство замка Нагоя на Нагойском плато и завершил его за два года. Большая часть жителей соседнего посёлка Киёси переселилась под этот замок, дав начало призамковому поселению, развившемуся в поселок Нагоя. С тех пор этот замок и поселок стали центром провинции Овари и удела Овари-хан — главного владения одной из трех боковых ветвей сёгунского рода Токугава. К середине XIX века Нагоя оставалась 4-м по величине городом Японии после Эдо, Осаки и Киото.
В 1871 году в результате административной реформы нового правительства Мэйдзи была образована префектура Нагоя. Её разделили на 6 районов, первым из которых был район уездов Нагоя и Ацута. Пять лет спустя префектуру Нагоя переименовали в префектуру Айти, а ещё через два года поселение Нагоя стало самостоятельным административным районом.
1 октября 1889 года уезд Нагоя получил статус города. К тому времени он занимал площадь в 3,34 км², на которой проживало около 150 700 жителей.
С конца XIX — в 1-й половине XX века благодаря бурному развитию мировой экономики Нагоя превратился в крупный торгово-промышленный центр Японии. В 1937 году в городе была проведена Тихоокеанская Мирная Выставка, на которой были представлены достижения японского и западноазиатского хозяйства. Однако, во время Второй мировой войны поступательное развитие Нагои остановилось — ¼ города сгорела дотла от мощных бомбардировок авиации США.
После войны Нагою успешно восстановили. 1 сентября 1956 года её зачислили в список городов государственного значения Японии, в 1957 году было запущено городское метро а с 1964 года — скоростной поезд синкансэн. В 1989 году здесь была проведена Всемирная выставка дизайна.

## Экономика
Машиностроение (Mori Seiki), металлургия; химическая, нефтеперерабатывающая, текстильная, легкая промышленность.
Функционирует Центральная японская товарная биржа.

## Достопримечательности
- Художественный музей Токугава[6], Художественная галерея префектуры Айти, Музей сокровищ замка Нагоя.
- Ботанический сад
- Военно-морской арсенал.
- Храм Ацута (яп. 熱田神宮 Ацута-дзингу), синтоистское святилище, которое восходит к началу н. э.), замок (XVII в.), храм Тофукудзи (VIII века).
- Храм Ниттайдзи (яп. 日泰寺), построенный для святыни Будды.

### Памятники
| Памятник | Описание | Памятник | Описание |
|          | Синтоистское святилище Ацута (яп. 熱田神宮 Ацута-дзингу) — древнейшая в городе синтоистская святыня, строительство которой, по легендам, датируют II веком н. э. В ней чествуют Кусанаги-но-цуруги — божественный меч, одну из трех священных реликвий Императора Японии. |          | Замок Нагоя — один из символов Нагои. До появления небоскребов блеск золотых украшений на его крыше виднелся за десятки километров от города. Замок пострадал во время Второй мировой войны, но был восстановлен жителями Нагои. |
|          | Осу Каннон — буддистский храм XII века секты Сингон. Был уничтожен авиацией США в 1945 году, но восстановлен жителями в 1970 году. В храме хранится древнейшая копия японской древней хроники «Кодзики».                                                                  |          | Арако Каннон — буддистский храм VIII века, принадлежащий секте Тэндай. Его пагода является самой старой на территории города. Храм содержит много произведений Энку, выдающегося японского скульптора XVII века.                 |
|          | Место битвы при Окэхадзаме — один из самых значимых районов города. В 1560 году выходец из Нагои, Ода Нобунага, молниеносной атакой разбил численно превосходящую армию соседа-агрессора, прославив себя на всю Японию.                                                   |          | Касадэра Каннон — буддистский храм секты Сингон. Пострадал во время религиозных реформ периода Мэйдзи. По преданию, паломничество влюбленных или невест в этот храм дарит им прочный союз.                                       |

## Административное деление
Административно Нагоя подразделяется на 16 районов (ку): Нака-ку, Кита-ку, Минами-ку, Ниси-ку, Хигаси-ку, Тикуса-ку, Накамура-ку, Мэйто-ку, Накагава-ку, Мидори-ку, Морияма-ку, Тэмпаку-ку, Мидзухо-ку, Ацута-ку, Минато-ку и Сёва-ку.
Мэр города — Такаси Кавамура.

## Демография
Возрастная пирамида населения выглядит так:
- 0-14 лет — 13,1 %
- 15-29 лет — 17,6 %
- 30-64 лет — 48,3 %
- свыше 65 лет — 20,1 %

Рождаемость — 9 человек на тысячу, смертность — 7,9 человек на тысячу.
По официальным данным, количество иностранцев в Нагое за последние 10 лет увеличилось в полтора раза. В Нагое проживает около 72 000 иностранцев. По данным 2009 года пропорция количества иностранцев по отношению к японцам составляла 27,5 человек на тысячу. Принимая во внимание, что 25 лет назад эта пропорция составляла 14,7 человек, налицо тенденция к увеличению количества иностранцев в городе. Из национальных диаспор в Нагое первое место по количеству занимают китайцы, второе — корейцы, а третье — филиппинцы.

## Население
Население города составляет 2 275 171 человек (1 июня 2014), а плотность — 6969,86 чел./км². Изменение численности населения с 1980 по 2005 годы:
| 1980 | 2 087 902 чел. |  |
| 1985 | 2 116 381 чел. |  |
| 1990 | 2 154 793 чел. |  |
| 1995 | 2 152 184 чел. |  |
| 2000 | 2 171 557 чел. |  |
| 2005 | 2 215 062 чел. |  |

## Образование
В Нагое расположен 21 университет. Из наиболее известных, знаменитый Нагойский государственный университет. Основанный в 1939 году, данный университет является самым крупным университетом не только в префектуре Айти, но и во всём регионе Центральной Японии. Четверо учёных данного университета удостоены Нобелевской премии.
Кроме этого, в список известных университетов Нагои входят университеты Нандзан и Тюкё. Также в Нагое расположено много колледжей и общеобразовательных учебных заведений.

## Транспорт
Нагоя имеет разветвлённую городскую транспортную систему. Помимо метрополитена и городских автобусов, в городе функционируют различные частные железнодорожные линии, соединяющие разные районы города с пригородами.
Нагоя — крупный транспортный узел Японии. Через Нагою проходит скоростной поезд Синкансэн. Нагоя связана с другими регионами Японии не только железнодорожным, но и авиасообщением. В городе имеется два аэропорта — международный аэропорт Тюбу и аэропорт Нагоя в Комаки.

## Музыка
Город является родиной Nagoya Kei, одного из самых популярных направлений японского рока Visual kei.
В 2007 году в Нагое образовалась рок группа coldrain.

## Города-побратимы
- Лос-Анджелес, Калифорния, США (с 1 апреля 1959 года);
- Мехико, Мексика (с 16 февраля 1978 года);
- Нанкин, Китай (с 21 декабря 1978 года);

21 февраля 2012 года отношения города с Нанкином были заморожены. Причиной этому послужили высказывания мэра города, который отрицал Нанкинскую резню.
- Сидней, Австралия (с 16 сентября 1980 года);
- Турин, Италия (с 27 мая 2005 года).